# 阿車語
阿車語，又稱阿車彝語或阿車話，是雲南省東南的一種語言，隸屬於彝語支。在《民族語》中的名稱為Ache或Azhe。

## 人口統計
阿車語的使用人口分布於雙柏縣（23,000人）、易門縣（11,100）、峨山彝族自治縣與祿豐縣。雲南於1955年稱新平縣在阿車語的當地發音為 nei33su33 pʰɯ21。

## 分類
《民族語》將阿車語歸類為彝語東南部方言的一員，在2003年有35,000名使用者。